# Johanna av Frankrike
Johanna av Frankrike, på franska Jeanne de France, född i Châteauneuf-sur-Loire 24 juni 1343, död i Évreux 3 november 1373, var en drottning av Navarra; gift 1352 med kung Karl II av Navarra. Hon var ställföreträdande regent i Navarra under makens frånvaro 1369–1372.

## Biografi
Johanna var dotter till kung Johan II av Frankrike och Bonne av Luxemburg. Johanna var först trolovad med Johan av Brabant, men trolovningen fullföljdes aldrig. Vigseln mellan henne och hennes kusin Karl II ägde rum den 12 februari 1352 på Chateau du Vivier utanför Fontenay-Trésigny i Brie i Coutevroult, när hon var åtta år. På grund av sin ålder stannade hon var i Frankrike i flera år, och avreste inte till sin make i Navarra förrän 1360, när hon var sjutton år.
Johanna fick sju barn. Under de första åren hade Johanna och Karl en distanserad relation och Johanna lämnades i bakgrunden av Karl. Så småningom vann hon dock Karls förtroende, och år 1369 utnämnde han henne till Navarras regent i sin frånvaro under sin resa till Normandie. Hennes regering beskrivs som framgångsrik. Karl II återvände 1372.